# Università di Victoria
L'Università di Victoria (abbr. UVic) è un'istituzione formativa del Canada, situata nella Columbia Britannica. 
Nel 2009 contava circa 22.400 studenti.
È particolarmente nota per la facoltà di legge e quella di economia, entrambe considerate tra le migliori del Canada.  
La facoltà di economia (Peter B. Gustavson School of Business) è fortemente orientata verso l'estero ed è associata ad oltre 40 università e scuole di economia in tutto il mondo. 

## Facoltà e scuole
L'università comprende le seguenti facoltà e scuole:
- Peter B. Gustavson School of Business  (economia)
- School of Law  (legge)
- Education  (scienze dell'educazione
- Superior Education  (educazione superiore)
- Adult Education  (educazione permanente)
- Engineering  (ingegneria)
- Computer Sciences  (scienze informatiche)
- Fine Arts  (belle arti)
- Human & Social Development  (sviluppo umano e sociale))
- Social Sciences  (scienze sociali)
- Humanities  (discipline umanistiche)
- Science  (scienze naturali)
- School of Earth & Ocean Sciences  (scienze della Terra e oceanografia)
- School of Public Administration  (amministrazione pubblica)